# Pseudocatharylla xantholeuca
Pseudocatharylla xantholeuca là một loài bướm đêm trong họ Crambidae.